# Bartomeu Salvà Vidal
Bartomeu Salvà Vidal (també conegut com a Tomeu Salvá) és un tennista professional nascut el 20 de novembre de 1986 a Cala Millor, Mallorca.
Fins ara ha aconseguit disputar dues finals professionals de l'ATP, en dobles. També ha guanyat cinc tornejos future i ha disputat cinc finals més.

## Finalista en dobles (2)
- 2007: Chennai (amb Rafael Nadal, perderen front a Xavier Malisse i Dick Norman).
- 2007: Barcelona (amb Rafael Nadal, perderen front a Andrei Pavel i Alexander Waske).